# Félicien Marceau
Félicien Marceau (n. 16 septembrie 1913, Kortenberg, Province of Brabant⁠(d), Belgia – d. 7 martie 2012, Courbevoie, Île-de-France, Franța) a fost un romancier, dramaturg și eseist francez, originar din Belgia. Numele lui adevărat era Louis Carette. Era apropiat de mișcarea literară de dreapta a husardilor, care, la rândul ei, era apropiată de mișcarea monarhistă. S-a născut în Kortenberg, Brabantul Flamand.
Marceau a primit Premiul Goncourt pentru cartea sa Creezy⁠(d) (ISBN: 0714507083) în 1969. La 27 noiembrie 1975 a fost ales membru al Academiei Franceze, succedându-i lui Marcel Achard⁠(d). În 1974, Goudji⁠(d) a creat sabia academicianului pentru Félicien Marceau.

## Filmografie
- Trei fete la Paris, regizat de Gabriel Axel⁠(d) (1963, după nuvela Trois de perdues )
- La Bonne Soupe, regizat de Robert Thomas (1964, bazat pe piesa La Bonne Soupe )
- L'Œuf, regizat de Jean Herman⁠(d) (1972, după piesa L'Œuf )
- Creezy⁠(d), regizat de Pierre Granier-Deferre⁠(d) (1974, bazat pe romanul Creezy⁠(d))
- Corpul dușmanului meu, regizat de Henri Verneuil (1976, după romanul Le Corps de mon ennemi)

### Scenarist
- Cei trei hoți, regia Lionello De Felice (1954)
- Dragoste și franțuzoaica, film antologic, episod: "L'Enfance", regia Henri Decoin⁠(d) (1960)
- Cele șapte păcate, film antologic, 2 episoade: „L’Orgueil”, regia Roger Vadim, și „L’Avarice”, regia Claude Chabrol (1962)
- Une blonde comme ça, regia Jean Jabely (1962)